# Луста, Пётр Васильевич
Пётр Васильевич Луста (1913—1945) — майор Рабоче-крестьянской Красной армии, участник Великой Отечественной войны, Герой Советского Союза (1944).

## Биография
Родился 23 апреля 1913 года в селе Дубовязовка (ныне — Конотопский район Сумской области Украины). После окончания семи классов школы и Киевского авиационного техникума работал слесарем-монтажником на киевском заводе «Большевик». В 1934 году был призван на службу в Рабоче-крестьянскую Красную армию. В 1938 году он окончил Ульяновское танковое училище. С июня 1941 года — на фронтах Великой Отечественной войны. Принимал участие в боях на Брянском и 1-м Украинском фронтах, два раза был ранен.
К ноябрю 1944 года капитан Пётр Луста командовал 344-м танковым батальоном 91-й танковой бригады 3-й гвардейской танковой армии 1-го Украинского фронта. Отличился во время освобождения Фастова. Батальон под его командованием одним из первых ворвался на железнодорожную станцию «Фастов» и принял активное участие в боях за неё и непосредственно за сам город. В боях умело руководил действиями своего батальона.
Представлен к награждению званием Героя Советского Союза за «мужество и отвагу, проявленные в боях за расширение плацдарма на Днепре и овладение железнодорожным узлом и городом Фастов». Указом Президиума Верховного Совета СССР «О присвоении звания Героя Советского Союза генералам, офицерскому, сержантскому и рядовому составу Красной Армии» от 10 января 1944 года за «образцовое выполнение боевых заданий командования на фронте борьбы с немецко-фашистскими захватчиками и проявленные при этом отвагу и геройство» был удостоен высокого звания Героя Советского Союза с вручением ордена Ленина и медали «Золотая Звезда» за номером 2091.
21 апреля 1945 года погиб в боях за Берлин. Похоронен в Парке Вечной Славы Киева.
Был также награждён орденами Красного Знамени, Отечественной войны 2-й степени, Красной Звезды и рядом медалей.
В честь Лусты названа улица в его родном селе.